# Villanueva del Río y Minas
Villanueva del Río y Minas is een gemeente in de Spaanse provincie Sevilla in de regio Andalusië met een oppervlakte van 152 km². In 2007 telde Villanueva del Río y Minas 5229 inwoners.

## Demografische ontwikkeling
Bron: INE, 1857-2011: volkstellingen